# Новый исторический выбор (Молдова)
«Но́вый истори́ческий вы́бор» (рум. Noua Opțiune Istorică) — левоцентристская политическая партия в Республике Молдова. Выступает за выход страны из СНГ, вступление в Европейский союз и НАТО.
Лидер партии, Виктор Алексеев — председатель филиала Социал-демократической партии Румынии в Молдове.

## История
Партия «Новый исторический выбор» является полноправным преемников Ассоциации бывших политических заключенных и жертв репрессий в Молдове (19 февраля 1992 года — 9 января 1994 года), Ассоциации жертв оккупационного коммунистического режима и ветеранов румынской армии (9 января 1994 года — 11 июня 2000 года) и Национальной румынской партии (11 июня 2000 года — 3 марта 2013).
Основана 19 февраля 1992 года.

## Результаты на выборах
На досрочных парламентских выборах 2001 года Румынская национальная партия участвовала в составе Избирательного блока «Вера и Справедливость», который набрал 0,67 % голосов избирателей, не преодолев избирательный порог в 6 %.